# Les Quatre Évangélistes (Bloemaert)
Pour les articles homonymes, voir Les Quatre Évangélistes.
Les Quatre Évangélistes est une peinture à l'huile sur toile réalisée par le peintre néerlandais Abraham Bloemaert vers 1612-1615 et conservée au musée d'art de l'université de Princeton (États-Unis).

## Description
La peinture mesure 179 cm de haut sur 227,3 cm de large. L'œuvre représente les quatre Évangélistes (Matthieu, Marc, Luc et Jean), chacun accompagné de leur allégorie traditionnelle du tétramorphe (l'homme, le lion, le bœuf, l'aigle), en train de rédiger les Évangiles.
La peinture se distingue par la richesse de sa palette maniériste, mêlant teintes vives et contrastées : bleu, vert, mauve, orange et rouge dominent. Les Évangélistes, vêtus à l'antique, sont absorbés dans l'écriture, entourés de leurs allégories peintes avec un réalisme marquant (bien que le lion semble inventé).
La composition symétrique place Luc (à gauche, de face) et Matthieu (à droite, de dos) en figures principales, encadrant Marc et Jean, partiellement visibles derrière la table. L'espace, peu profond, est animé par un tapis à motifs (de type tapis Holbein). L'ensemble dégage une atmosphère intime, enrichie de détails de nature morte,.
Les personnages sont représentés dans un style anguleux et traditionnel. La complexité des drapés des manteaux de Luc et Jean rappelle la Renaissance flamande. Luc, seul montré en entier et de face, occupe une place centrale, reflet possible de son rôle de patron des peintres. Il est aussi présenté comme médecin, entouré de flacons médicaux, dont un flacon d'urine symbolique,.

## Analyse
Le thème des évangélistes, prisé aussi bien par les catholiques que par les protestants, était souvent traité en séries de quatre figures, parfois réunies deux par deux ou, plus rarement, en une seule peinture comme ici. Bloemaert s’inspire de modèles flamands (comme le tableau de Pieter Aertsen) en réalisant une composition monumentale et dense. Peu fréquent dans la peinture néerlandaise, ce sujet apparaît néanmoins chez Wtewael (1616) et Ter Brugghen (1621). Bloemaert, dans sa seule œuvre conservée sur ce thème, parvient à intégrer les quatre figures et leurs attributs dans un espace cohérent, malgré la complexité du sujet.
Rubens dépeint aussi les évangélistes vers la même époque, dans un style fluide et dramatique. Contrairement à lui, Bloemaert adopte une composition plus statique et horizontale, fidèle à la tradition catholique dans une approche plus conservatrice. Le tableau peut être rapproché d'autres retables de Bloemaert de la même période, comme l'Adoration des bergers de 1612 conservé au musée du Louvre.

Pieter Aertsen, Les Quatre Évangélistes, v. 1560, Kunsthistorisches Museum (Vienne).
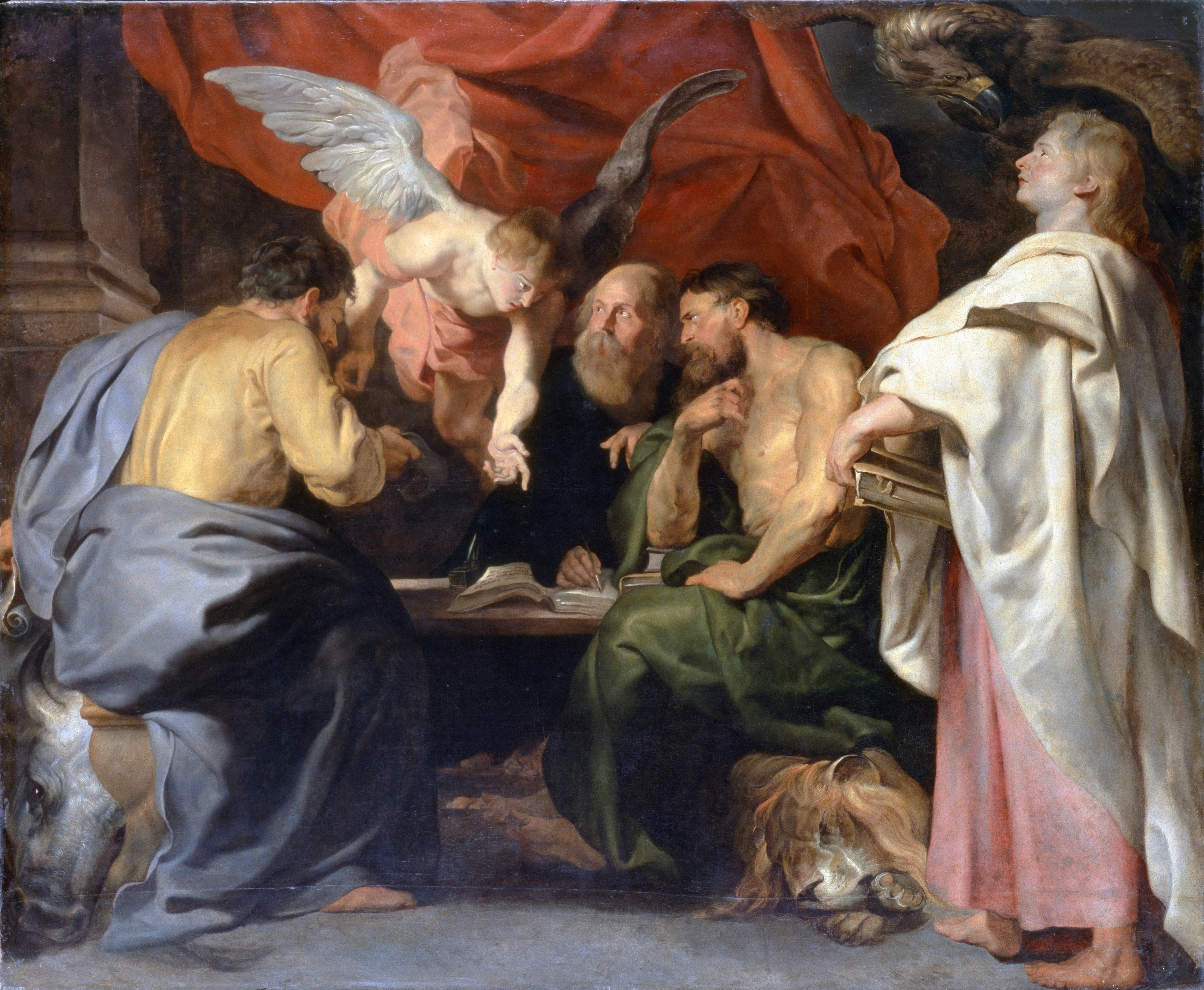
Rubens, Les Quatre Évangélistes, v. 1614, galerie du palais de Sanssouci (Potsdam).
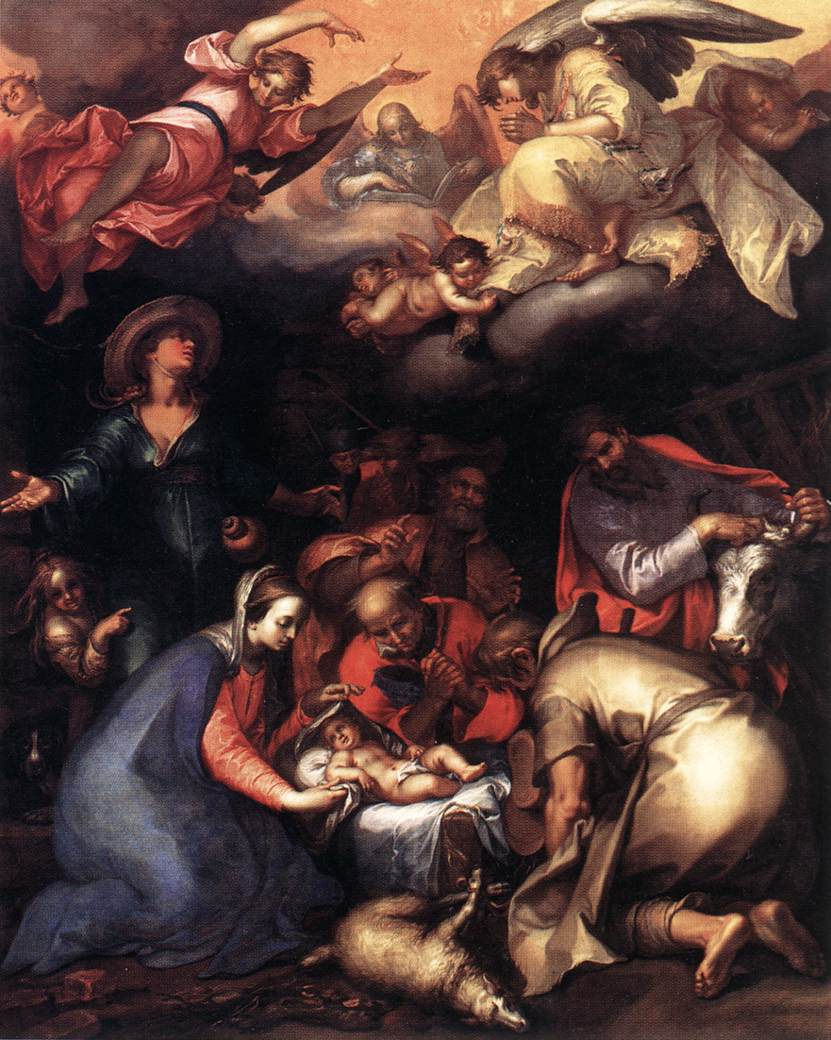
Abraham Bloemaert, L'Adoration des bergers, 1612, musée du Louvre (Paris).

## Historique
La destination du tableau est inconnue, mais il fut sans doute commandé par un catholique néerlandais. Mentionné dès 1638, il réapparaît dans des ventes à Amsterdam au XVIIIe siècle, puis demeure en Irlande plus de 200 ans. Vendu à Londres en 1988 pour 150 000 livres, il est acheté par le musée de l'université de Princeton en 1991, après avoir été longtemps inconnu du public,.

## Sources
- [Roethlisberger 1992a] (en) Marcel G. Roethlisberger, « "The Four Evangelists" by Abraham Bloemaert », Record of the Art Museum, Princeton University, vol. 51, no 1,‎ 1992a, p. 3-14 (DOI 10.2307/3774709, JSTOR 3774709, lire en ligne)
- [Roethlisberger 1992b] (en) Marcel G. Roethlisberger, « Bloemaert's Altar-Pieces and Related Paintings », The Burlington Magazine, vol. 134, no 1068,‎ 1992b, p. 156-164 (JSTOR 885025, lire en ligne)